# Fonte Boa (Portugal)
Fonte Boa ist ein Ort und eine ehemalige Gemeinde (Freguesia) im Norden Portugals.
Fonte Boa gehört zum Kreis Esposende im Distrikt Braga. Die Gemeinde hatte eine Fläche von 6,1 km² und 1327 Einwohner (Stand 30. Juni 2011).
Am 29. September 2013 wurden die Gemeinden Fonte Boa und Rio Tinto zur neuen Gemeinde União das Freguesias de Fonte Boa e Rio Tinto zusammengeschlossen. Fonte Boa ist Sitz dieser neu gebildeten Gemeinde.